# La Capilla (Boyacá)
La Capilla es un municipio del departamento de Boyacá fundado por Juan de la Cruz Aguirre y localizado en el extremo norte de la Provincia del Oriente; es parte integral del Valle de Tenza. Fue fundado en 1793 durante el virreinato de José de Espeleta y Galdeano con el nombre de La Capilla de Tenza.

## Toponimia
El nombre de La Capilla fue dado por los vecinos y habitantes del sector.
Su origen es de carácter religioso y se debe a la construcción de la capilla doctrinera en honor al Arcángel San Miguel, en el lugar de la aparición de la virgen de La Candelaria a una niña del lugar; la capillita data del siglo XVI y aún se conserva como patrimonio histórico y cultural del municipio.
En 1793, su fundador: Don Juan de la Cruz Aguirre oficialmente le dio el nombre de La Capilla de Tenza

## Límites
La Capilla está delimitado por los siguientes municipios y con el departamento de Cundinamarca al oeste:
| Noroeste: Villapinzón ( Cundinamarca) | Norte: Úmbita | Nordeste: Límites entre Úmbita y Pachavita |
| Oeste: Tibirita ( Cundinamarca)       |               | Este: Pachavita                            |
| Suroeste: Tibirita ( Cundinamarca)    | Sur: Tenza    | Sureste: Tenza                             |

## Símbolos

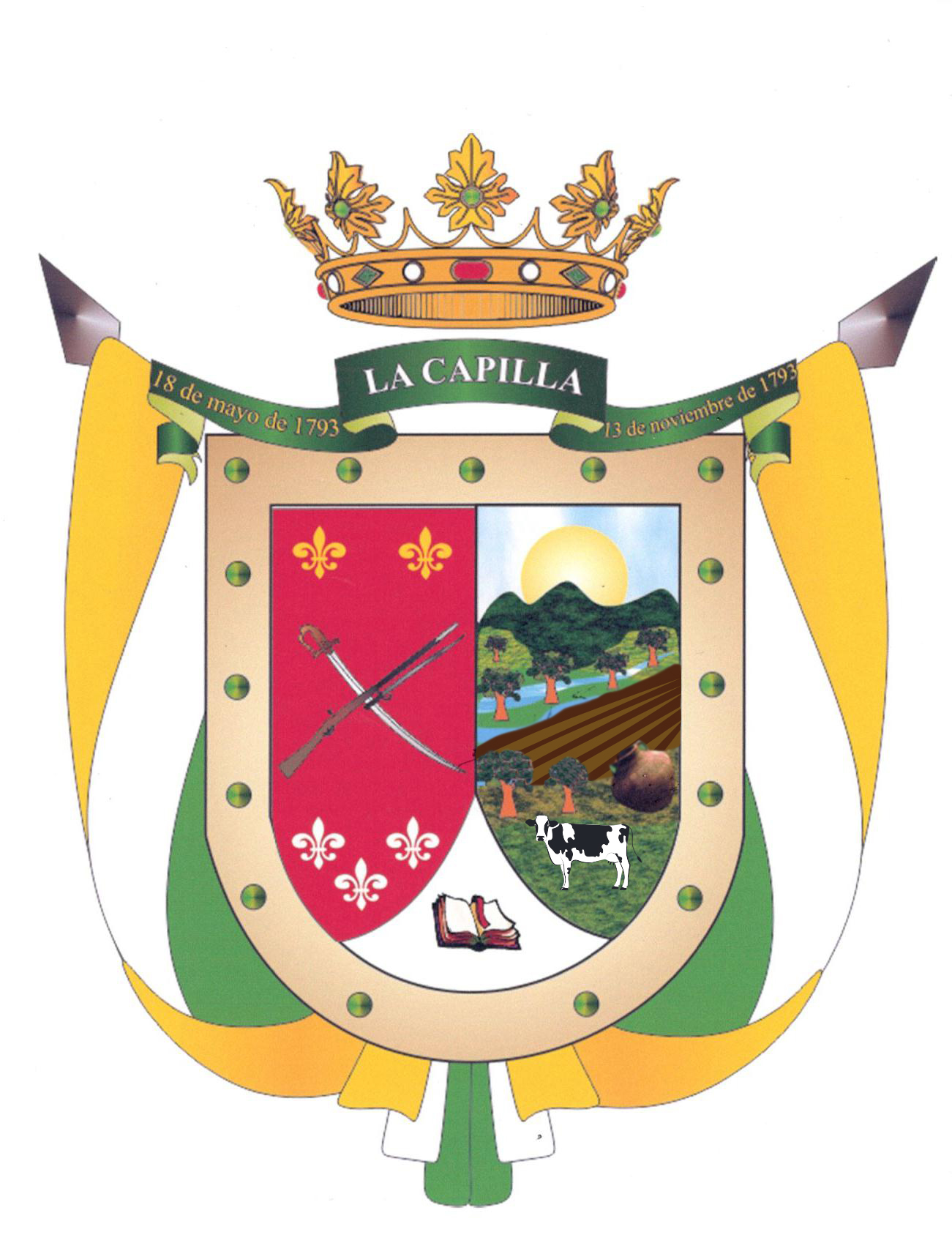
Escudo oficial del municipio de La Capilla.

### Escudo
Por Acuerdo 021 (enlace roto disponible en Internet Archive; véase el historial, la primera versión y la última). del 2 de septiembre de 2015, el Honorable Concejo Municipal Adoptó como Escudo Oficial del Municipio de La Capilla Boyacá, el diseño elaborado por Nelson Matiz Montaña. Los siguientes elementos que la integran son:
- Corona

- Un par de astas en las cuales sujetan la bandera municipal rodeando al escudo
- El grito de guerra que indica el nombre del municipio con su fondo sinople y en los lados la fecha de fundación
- El escudo integran una bordura dorada con 15 piezas sinoples, al interior se parte en tres piezas honorables, siendo en fondo de gules a la izquierda un par de flor de lis doradas en la superior, un par de espadas cruzadas y un trio de flor de lis plateadas; en el de la derecha, un paisaje rural con sus respectivos elementos (montañas, bosque, tierra arable, ganado y una vasija) y en la pieza inferior plateada, un libro abierto, que corresponde a la educación.

### Bandera

Bandera oficial del municipio de La Capilla.

Autor:  Josué Arturo Parra cárdenas,  Alcalde Municipal ’
Está constituida de tres franjas diagonales: de color amarillo ocupando el 50% al lado superior izquierdo, las franjas blanco y verde ocupan el otro 50%.
- La amarila simboliza el radiante sol y la riqueza en recursos naturales, cultura, herencia ancestral y sus gentes.
- La blanca simboliza el ambiente de calma, paz y tranquilidad que caracterizan el municipio, cualidades que lo hacen un lugar ideal para el descanso y para vivir.
- La verde simboliza la riqueza de sus suelos y la principal vocación del municipio, la agricultura, sus bosques y cultivos.

## Galería fotográfica

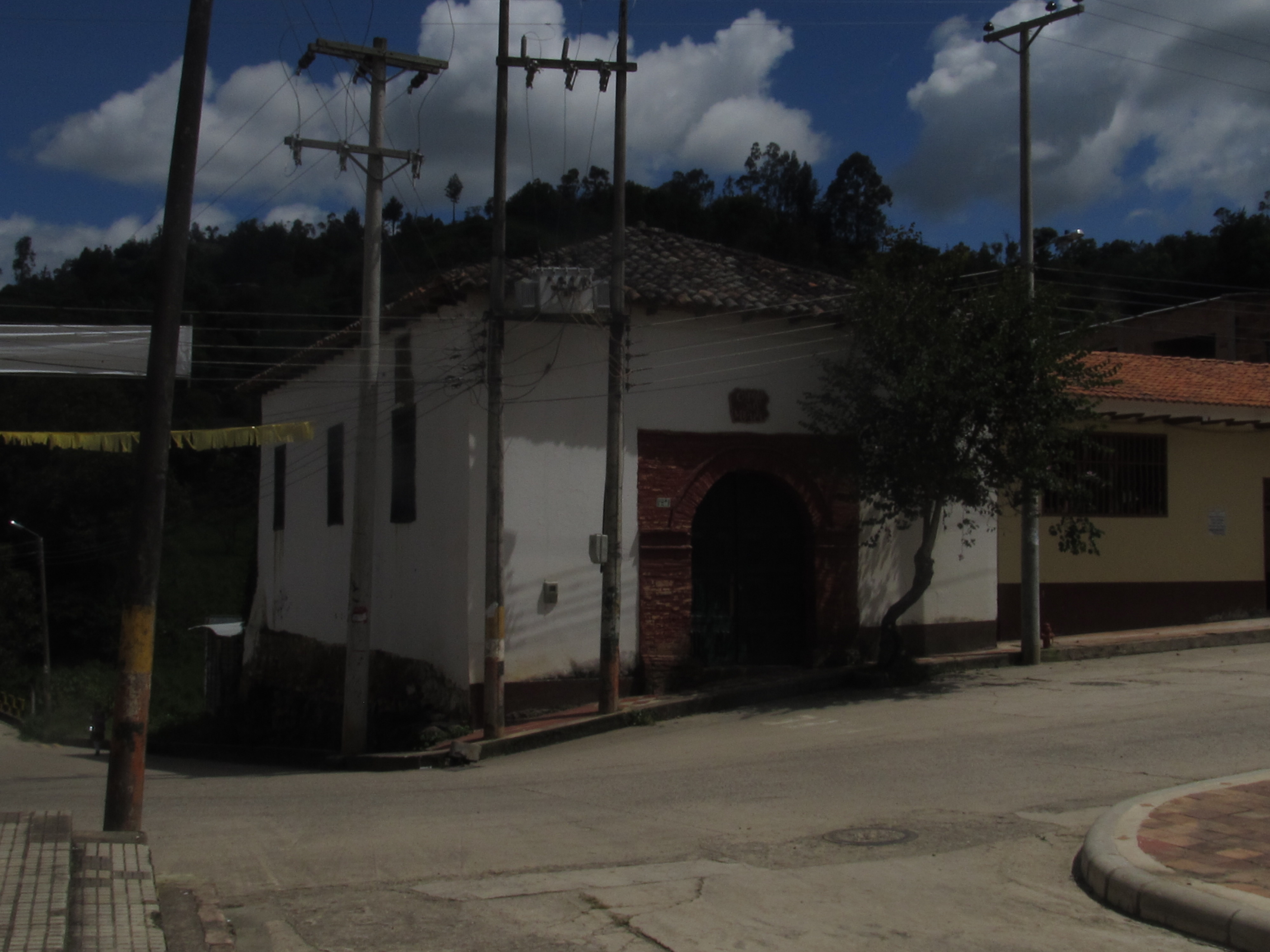
La capilla del Arcángel San Miguel, que le dio el nombre a este municipio.
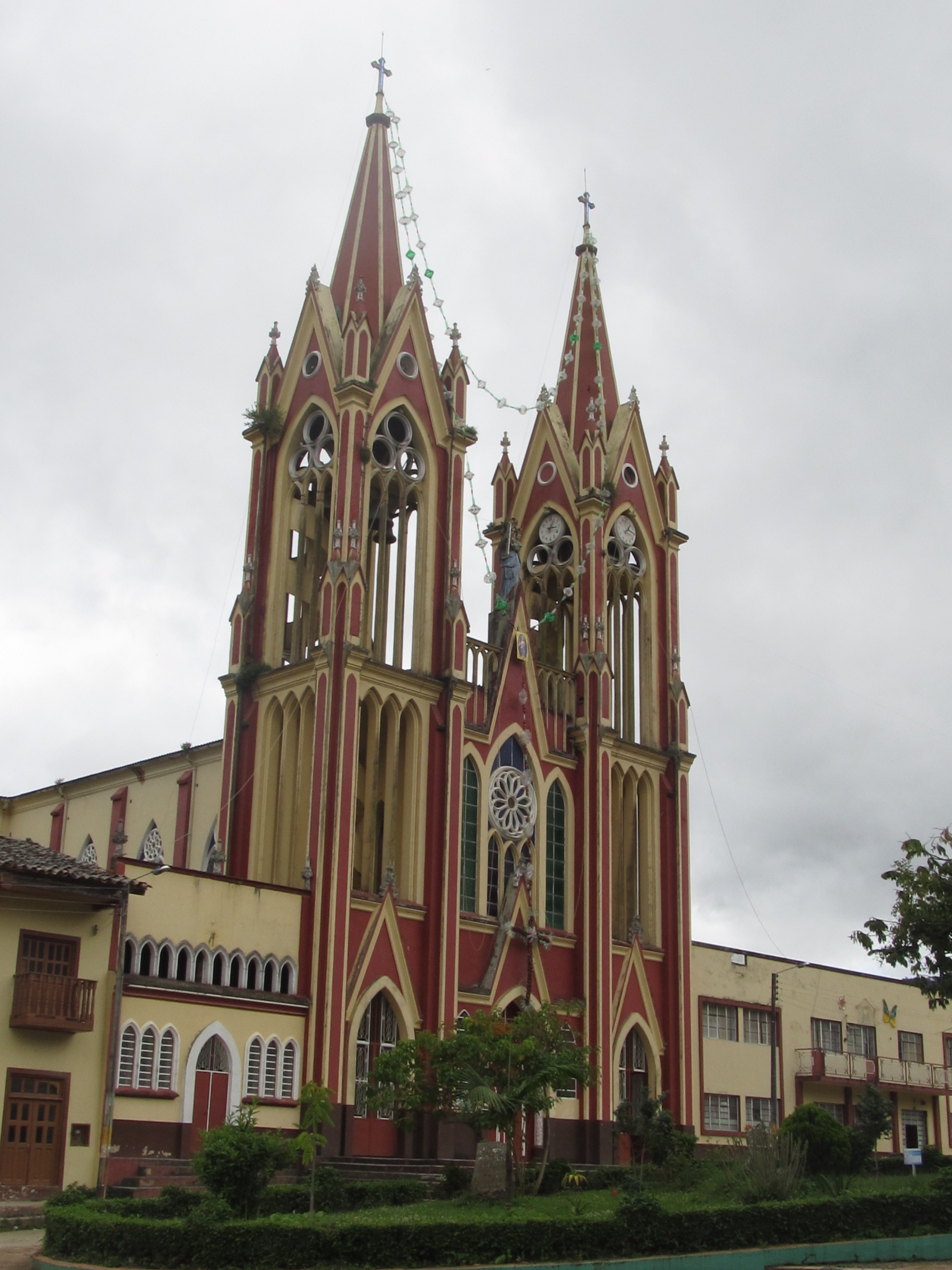
Templo parroquial de La Capilla, santuario de La Virgen de La Candelaria.
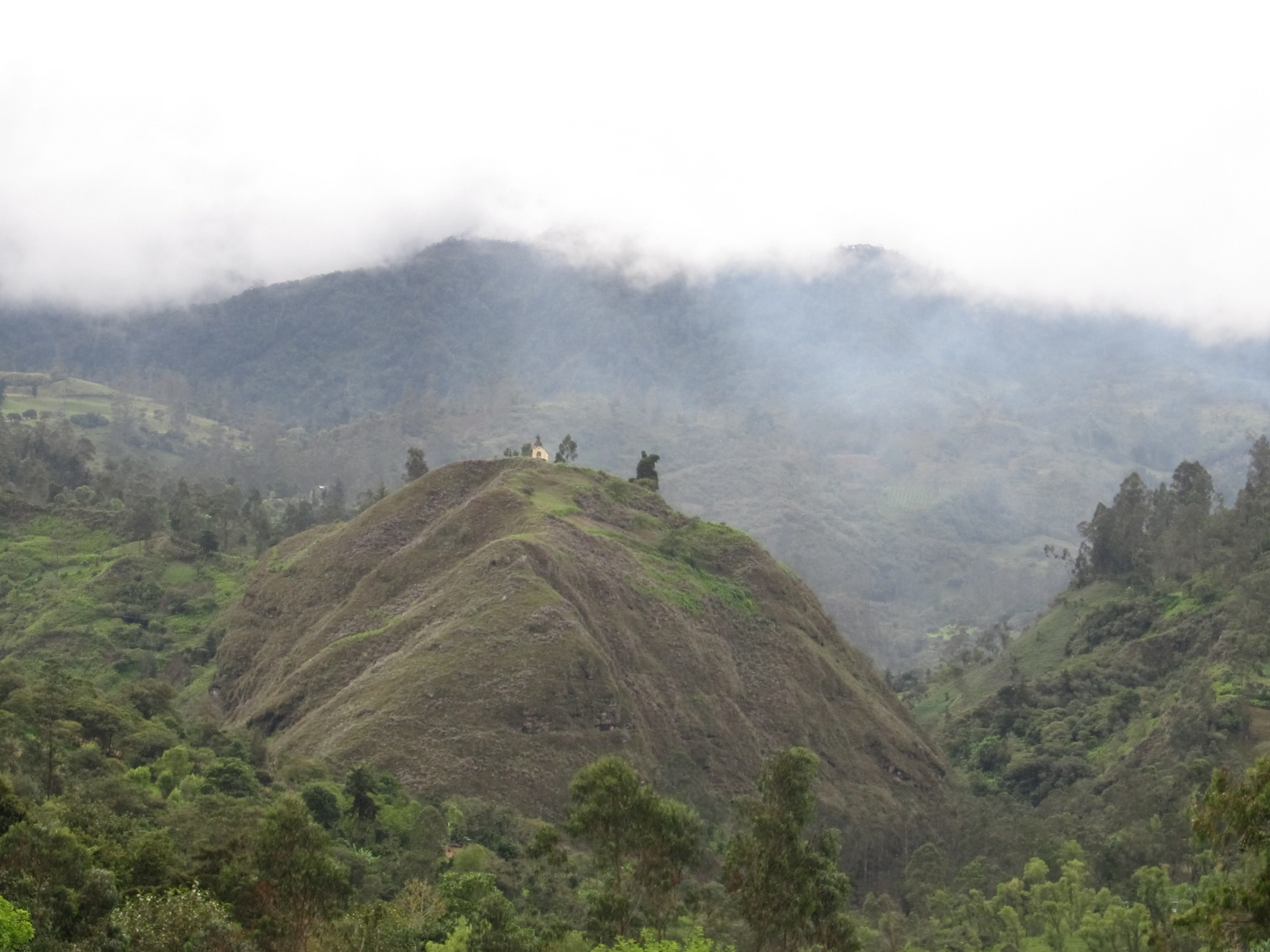
Peña de la Virgen en la vereda Camagóa.
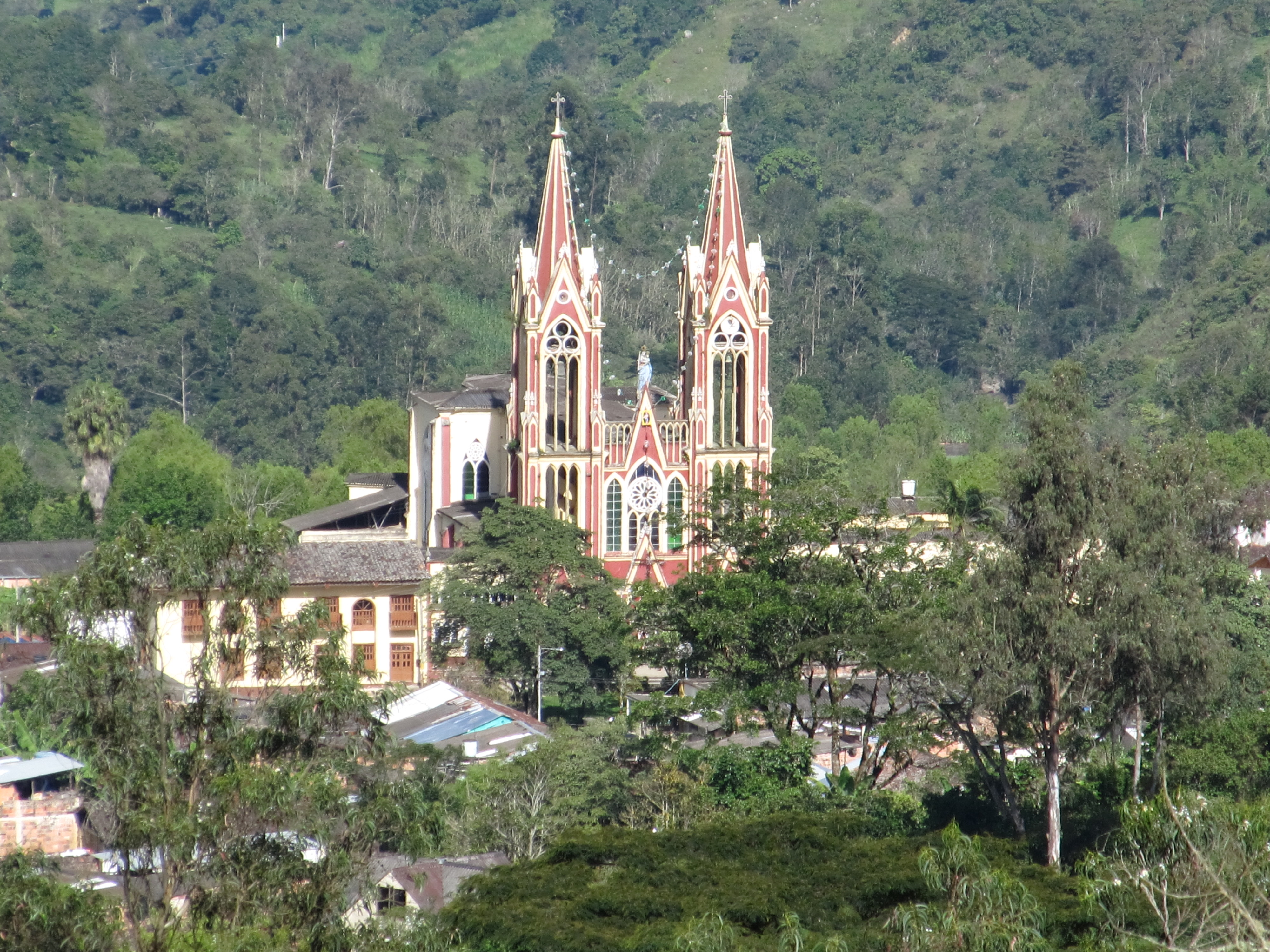
La capilla, Hermosa vista desde la vereda El Chucío.
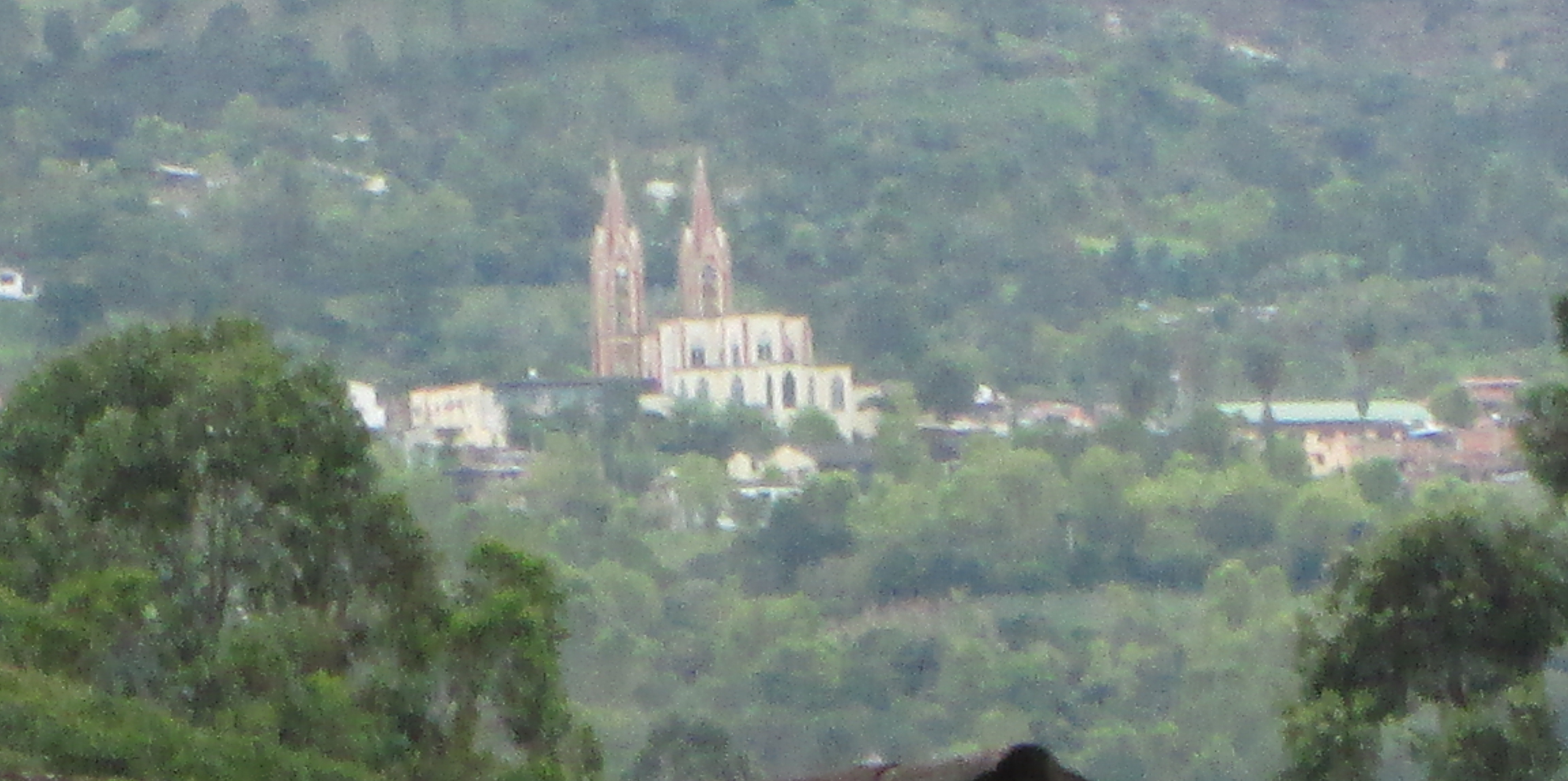
La Capilla vista desde Tenza

## División veredal
La Capilla está dividida en 15 veredas que son: Barro Blanco Abajo, Barro Blanco Arriba, Camagóa, Centro, Chaguatoque, Chucío, El Hato, Palma Abajo, Palma Arriba, Páramo, Peñas, Suntafita, Ubaneca, Zinc y El Truco.

## Hidrografía
Entre los recursos hidrográficos del municipio cuenta con numerosas quebradas que son: La Carpintera, La Clavellina, La Guaya, La Gusba,, La Honda, La Mazamorra, Aguablanca, El Molino, El Cañatoque, La Madrejuana, La Culata y La Colorada.
Lagunas: Laguna de Ubaneca, reserva acuífera

## Clima y economía
Este municipio está influido por los tres climas de la región. La temperatura promedio es de 19 °C. Está aproximadamente a 1700 m sobre el nivel del mar.
Es uno de los productores más importantes de tomate en el país. Además se cultivan pepinos, fríjoles bola roja, habichuelas, arvejas, papas, yucas y diferentes frutales, propios de este clima.
Otras actividades económicas son: la alfarería: se elaboran diversas piezas en barro cosido en especial artesanías en miniatura, también la ganadería es otra actividad económica de gran importancia con producción de ganado de carne y leche, 1000 litros de leche diarios (aprox).

### Recursos naturales
El municipio de La Capilla es muy rico en recursos naturales ya que está influido por los tres climas de la región. Posee muchos recursos a través de los cuales puede mantener buena estabilidad y al mismo tiempo brindar a los mercados vecinos. Entre sus fuentes de recursos constantes tenemos:
Agricultura:  muy variada debido a la diversa altura en sus laderas y los cambios climáticos, encontrando cultivos de Café,Yuca, Plátano variado, maíz, habichuela, arveja, pepino, tomate de aliño y larga-vida, caña de azúcar, algunos árboles frutales como el mango, naranja, mandarina, limón y aguacate. En la parte media y alta encontramos cultivos de papa, haba, fríjol bola roja, arveja, maíz, ahuyama, calabaza y tomate de árbol.
Bovinos: es el más común ya que muchos de los hogares tienen su vaca para cría y abastecimiento de leche, o su yunta de bueyes para arar la tierra. Los bovinos que se tienen son solamente para levante y engorde y son escasos.
Porcinos: la porcicultura dejaba buenos dividendos económicos pero el precio de los concentrados, el cuidado, las enfermedades que fueron apareciendo, minaron este trabajo disminuyendo la producción. En los diversos hogares se tiene uno o unos pocos cerdos para engordarlos.
Apicultura: en la región se cultivan las abejas que dan miel de excelente calidad.

## Gastronomía
Se distingue por su comidas típicas: Algunos de los platos típicos que predominan en La Capilla son los siguientes: tamales de arroz con caldo , galletas de harina de sagú, pan de maíz, envueltos, mazamorra y cuchuco de maíz: la alimentación cotidiana consiste el desayuno en: caldo de papa, chocolate, pan o arepa; almuerzo: sopa de maíz, cuchuco de maíz o trigo, sopa de plátano o sancocho; el seco: papa, ensalada, arroz, principio: granos secos sudados (fríjol, arveja, haba, garbanzo), plátano, yuca, etc.; sobremesa: jugo de frutas, agua de panela, guarapo de caña o de panela; la comida generalmente es similar al almuerzo o la sopa de dulce.

## Historia
Su historia esta estrechamente ligada al municipio de Tenza del cual hacia parte hasta el año de 1793, cuando fue declarado municipio con el nombre de: La Capilla de Tenza.

### La Capilla precolombina
Los primeros habitantes fueron tribus muiscas que habitaron la región, quienes pertenecieron al imperio o federación de Tunja, especialmente los caciques locales de Garagoa, Somondoco, y Sutatenza.
Su historia inicia de una población indígena llamada Tenazucá que significa bajar o detrás del Boquerón, subordinado al cacique tributario del Zaque de Hunza.

### La Capilla virreinal
Desde sus comienzos, el municipio se caracterizó por su vocación agrícola propia de la tierra temblada. Las tierras después de haber sido propiedad indígena, pasaron a ser parte de los partidos o capitanías distribuidos en los resguardos determinados por las autoridades coloniales; el terreno era generalmente quebrado, presentaba un laberinto de lomas, hoyas, quebradas, pequeñas altiplanicies y valles, por el norte y occidente se observa un ramal de la cordillera de los Andes. Este territorio en época de la conquista estaba cubierto de bosques y algunos pocos cultivos, la mayor parte de los pobladores vivían dedicados a la fabricación de loza, con que abastecían los indios del valle y de otros lugares circundantes. Los conquistadores enviados por Quezada en busca de las esmeraldas del Somondoco estuvieron en este lugar y hallaron hornos y loza cocida, además una estatua de barro cocida con un agujero en el vientre por donde se introducían riquezas; los indios escondían dichas riquezas en una cueva a orillas de quebrada La Guaya, llamada “cueva del otro mundo” esta fue obstruida por un derrumbe y tan solo quedó una abertura. 
Después de la conquista los habitantes pasaron de ser tribus indígenas (chibchas), a ser un mestizaje entre indígenas y conquistadores españoles y desde finales del siglo XIX a comienzos del siglo XX, de algunas oleadas de colonos venidos de otras regiones (principalmente de Cundinamarca, Santander y pie de monte llanero). Inicialmente el municipio de la Capilla fue habitado por algunas familias procedentes de otros lugares principalmente de Tenza, del cual fue segregado el municipio de la Capilla, quienes traían diferentes costumbres que con el paso del tiempo se fueron perdiendo, dando origen a un modo particular propio de las condiciones geográficas del municipio.

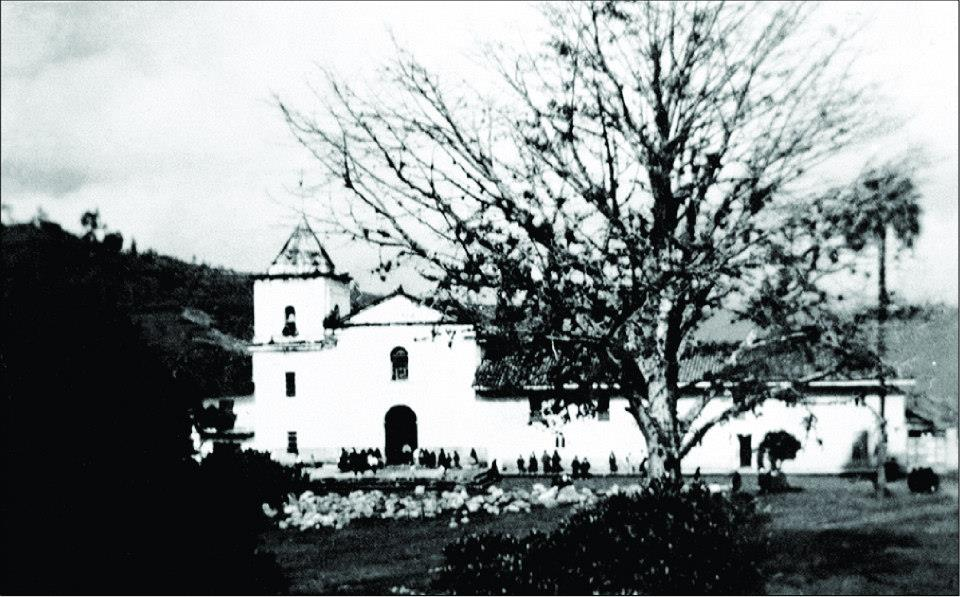
Hermosa construcción estilo español.

Los españoles llegaron al territorio del Valle de Tenza atraídos por las esmeraldas de la región: en su búsqueda, fue enviado el capitán Pedro Fernández de Lugo en compañía de 40 hombres, entre ellos el soldado Cristóbal de Roa, quién fue nombrado Encomendero de La Capilla por Gonzalo Jiménez de Quesada en 1539. El primer grupo hispánico que descubrió las tierras Valletenzanas. 
A su llegada al territorio de los caciques de Tenza, Garagoa, Guateque, Somondoco, Súnuba, Chiramita, Sutamanta y Furaura, fueron bien recibidos por los tenzanos y a partir de esta fecha se establecieron en este lugar Tenza o Tenazucá 
Aparecen los primeros alcaldes pedáneos y colonizada por los españoles en 1537. Tenza fue declarado municipio en 1754.
El municipio de La Capilla era antiguamente una vereda del Municipio de Tenza, y su nombre proviene de la aparición de la Virgen de La Candelaria (cerca al riachuelo la Gusba), y en su honor los vecinos del lugar construyeron allí una capillita, donde se celebraban misas en determinadas épocas del año. Esta capilla es de la época virreinal, y dependía de la capilla doctrinara parroquial de Tenza, de aquí el nombre de La Capilla de Tenza y le denominaban La Capilla del Arcángel San Miguel. Esta capilla se conserva todavía con su nombre. 
A comienzos de 1793, Clemente Robayo elevó ante el Virrey de la Nueva Granada, la petición para la creación de la nueva parroquia; el 18 de mayo de 1793, José de Ezpeleta ordenó la fundación de la nueva parroquia española y el primer cura fue Juan de Dios Bautista. Fue creado municipio y nombrado como su primer alcalde don Juan Antonio Díaz el 13 de noviembre de 1793, ordenado por José Jover Aznar Fernández, corregidor de justicia mayor de su majestad de la ciudad de Tunja y por mandato de su señoría Juan de Dios Román de Acevedo.
En 1808, el párroco José A. Caicedo junto con los alcaldes Felipe A. Buitrago y Rafael Díaz, elevaron peticiones para que se creara el mercado de la capilla, lo cual se estableció para los días sábados.

### La Capilla independentista
Como todos los municipios de la región el pueblo vivió la violencia de la independencia tomando el servicio más de 50 habitantes; como héroes de la independencia, recordamos a Pastor Barrantes, Juan Agustín Fernández, José Miguel Cárdenas y Pascasio Montejo, hijos de La Capilla, entregaron sus vidas en aras de libertad entre 1817 y 1819.
El 6 de febrero de 1821 , el libertador Simón Bolívar visitó la población con el fin de reclutar patriotas para reforzar su ejército; por aquello del patriotismo, los vecinos de la capilla fueron sometidos a duras pruebas, tenían que mandar cargas de comestibles, gallinas, reces y todo lo que se les pedía.

### Época moderna
El caserío del centro es extenso, casas del estilo colonial y modernas, sobre sale su templo en donde se venera la Virgen de La Candelaria y a donde acuden piadosas romerías atraídas principalmente por la fuente de la cripta a la que se le atribuyen cualidades milagrosas.
El territorio está dividido por quince veredas. Los terrenos son ricos en humus y tierra vegetal, lo que hace tierras fértiles. La Capilla alcanzó una población aproximadamente de 5000 habitantes de la raza blanca mezclada con la indígena que profesaba en la religión católica y se ocupaba en la agricultura, el comercio y la ganadería. La industria principal era la alfarería, se surtía de loza y teja a todas las poblaciones de la región, además se fabricaban sacos de fique, sombreros y canastos de ramo.